# Sophie Cox
Sophie Cox (ur. 23 grudnia 1981) – brytyjska judoczka. Dwukrotna olimpijka. Zajęła siedemnaste miejsce w Londynie 2012 i odpadła w eliminacjach w Atenach 2004. Walczyła w wadze lekkie i półlekkiej.
Siedemnasta na mistrzostwach świata w 2010; uczestniczka zawodów w 2005 i 2011. Startowała w Pucharze Świata w latach 2001–2005, 2010, 2012 i 2013. Brązowa medalistka igrzysk Wspólnoty Narodów w 2002, gdzie reprezentowała Anglię. Zdobyła sześć medali na mistrzostwach Europy w latach 2002 -2011. Trzecia na mistrzostwach Wspólnoty Narodów w 2000 roku.

## Letnie Igrzyska Olimpijskie 2004
| Konkurencja | Eliminacje                | Eliminacje               | Eliminacje          | Repasażę                   | Klas. końcowa |
| Konkurencja | Przeciwnik I              | Przeciwnik II            | 1/4                 | Przeciwnik I               | Miejsce       |
| ----------- | ------------------------- | ------------------------ | ------------------- | -------------------------- | ------------- |
| 57 kg       | Elina Nasaudrodro (FIJ) Z | Julieta Bukuwala (GRE) Z | Kye Sun-hui (PRK) P | Natalja Juchariewa (RUS) P | 4 runda.      |

## Letnie Igrzyska Olimpijskie 2012
| Konkurencja | Eliminacje        | Klas. końcowa |
| Konkurencja | Przeciwnik I      | Miejsce       |
| ----------- | ----------------- | ------------- |
| 52 kg       | An Kum-ae (PRK) P | 17.           |